# KYTニュース日曜夕刊
『KYTニュース日曜夕刊』（ケイワイティーニュースにちようゆうかん）は、1994年4月3日から1996年3月31日まで鹿児島読売テレビで日曜夕方に放送されていたニュース番組である（日本テレビ発『NNN日曜夕刊』の鹿児島読売テレビタイトル差し替え）。正式タイトルは『KYTニュース日曜夕刊 NNN』。

## 概要
本番組は鹿児島読売テレビの1994年4月1日開局に伴い『NNN日曜夕刊』の鹿児島県ローカルパートとしてスタートした。音楽は日本テレビと同じであったが、オープニングとエンドフリップには独自のCGを使用していた。また、クロスネット局だった頃の鹿児島テレビが1985年3月31日にネットを打ち切って以来の放送復活ともなった。

## 放送時間
- 日曜 18:00 - 18:30（JST、1994年4月3日 - 1996年3月31日）